# Sint-Antoniusgesticht (Groessen)
Het Sint-Antoniusgesticht is een gebouw dat staat aan de dorpsstraat schuin tegenover de Sint-Andreaskerk midden in het Liemerse dorp Groessen in Gelderland.
Het gebouw werd geopend in 1906 en is een geschenk van de ongehuwde Groessense landbouwer Jan Wolters, die in 1904 de kerk een erfenis naliet, die besteed moest worden aan de stichting van een zusterhuis, bewaarschool, meisjesschool en een verzorgingstehuis voor de verpleging van ouderen. Het is gewijd aan de beschermheilige Antonius van Padua.
Het gebouw werd beheerd door een zestal zusters van de congregatie van J.M.J. (Jezus, Maria en Jozef) te weten; een moeder-overste, twee zusters voor de bewaarschool en twee voor de naaischool en een keukenzuster. De drie-klassige meisjesschool werd in 1907 geopend met totaal 87 leerlingen. Aan de rechterkant van het gebouw was de bewaarschool gevestigd en links de meisjesschool.
Na de Tweede Wereldoorlog in 1949 hebben de zusters het gebouw verlaten en verviel het beheer aan de kerk. In het gebouw werden in verband met de woningnood appartementen opgenomen om gezinnen woonruimte te bieden en werd het beheerd door een stichting. Omstreeks 1970 werd het pand verkocht en werd er het huidige garagebedrijf in gevestigd.